# Filipe Leão
Filipe Joaquim Gonçalves Andrade Ponce de Leão (sinh ngày 13 tháng 11 năm 1983 ở Lisbon) là một cầu thủ bóng đá người Bồ Đào Nha thi đấu cho S.U. Sintrense ở vị trí thủ môn.